# ジャスムヒーン

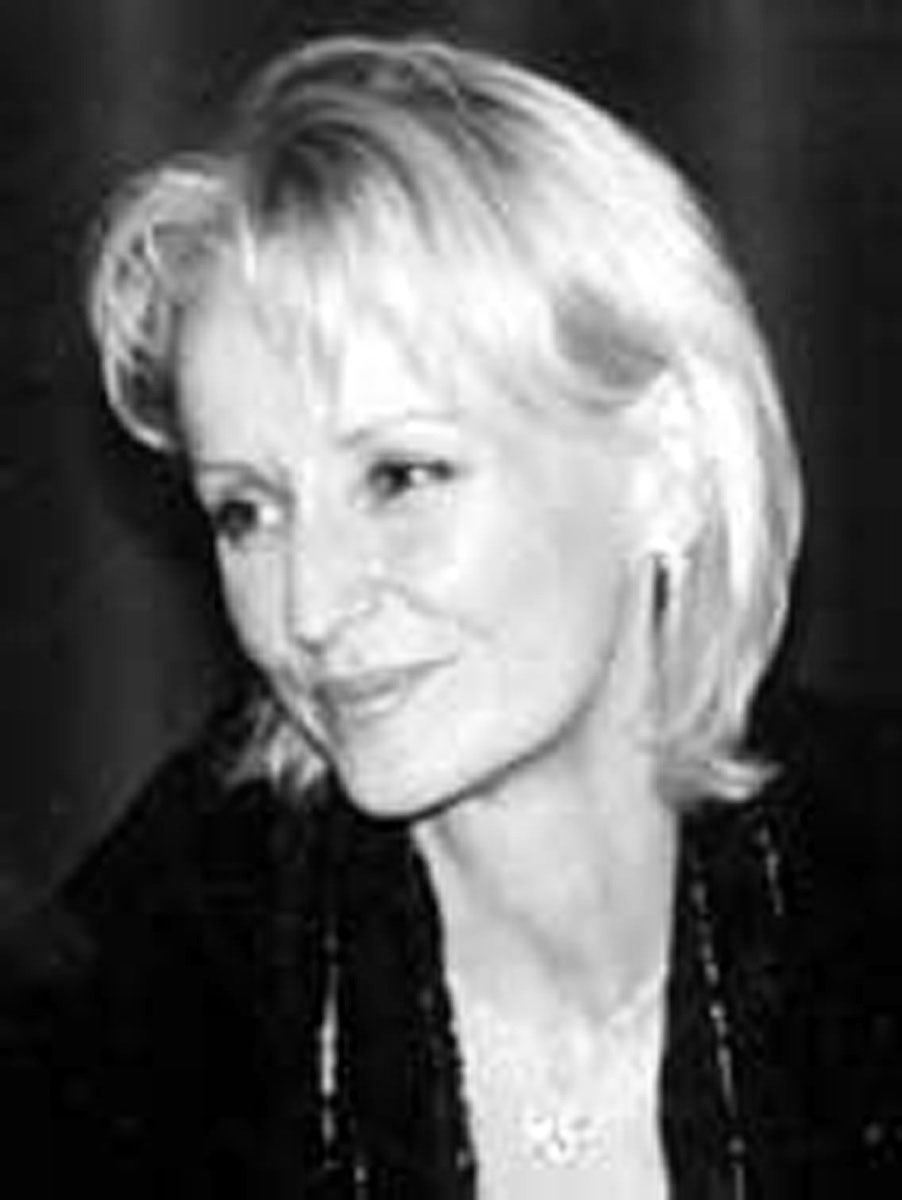
2008年

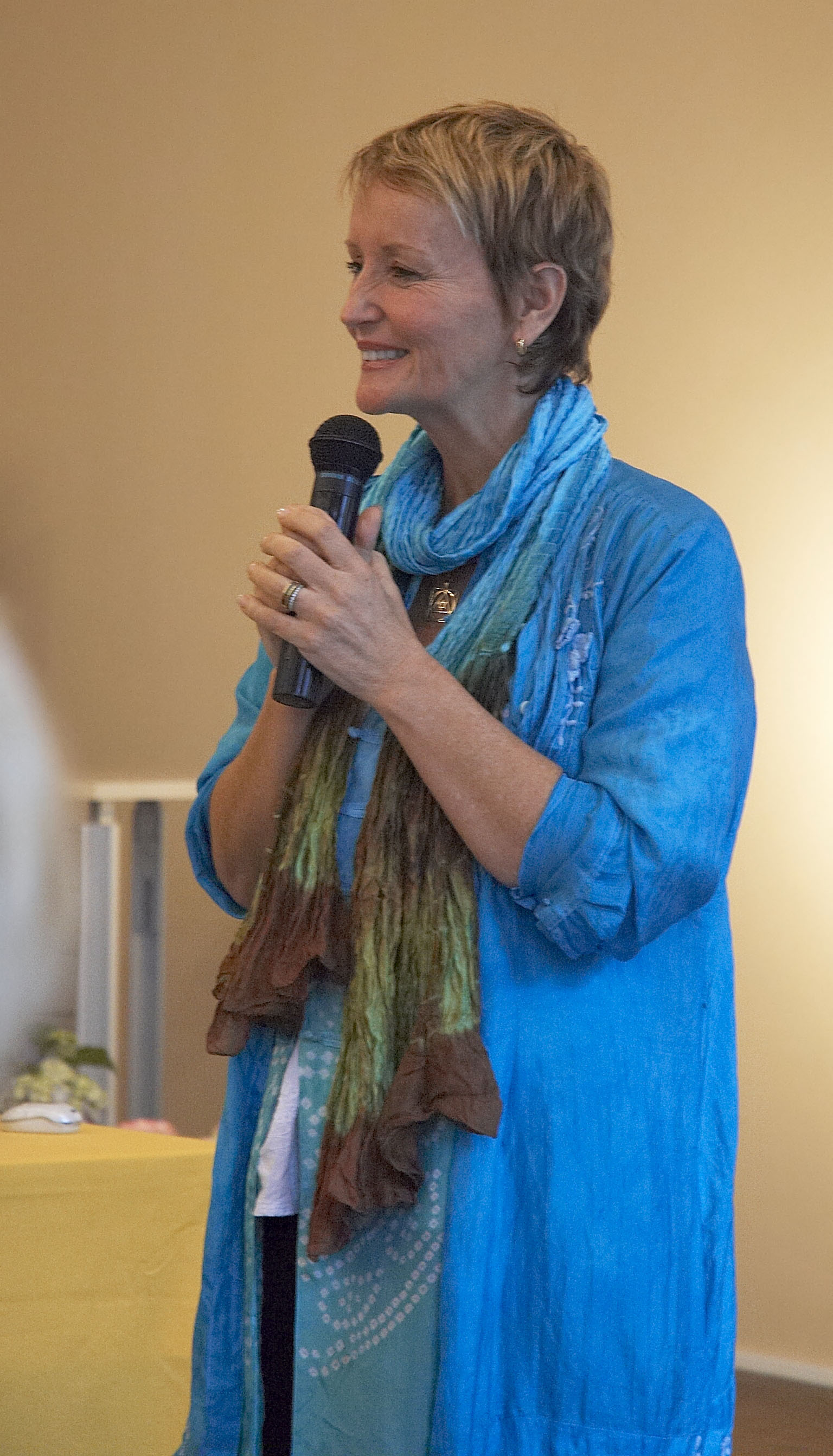
2008年、ベルギー

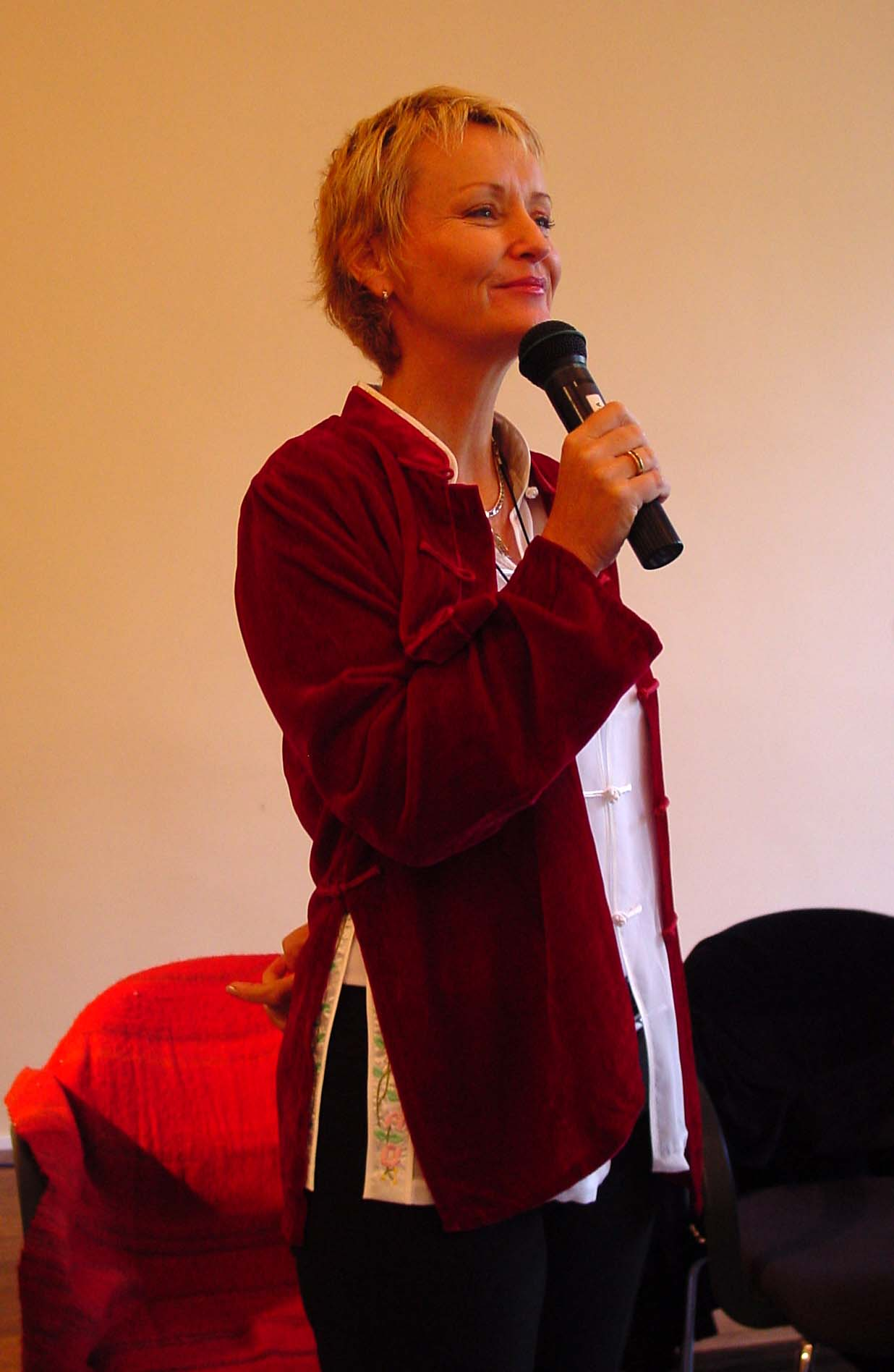
2004年、ベルギー

ジャスムヒーン（Jasmuheen, Ellen Greve、1957年生まれ）は、オーストラリアに拠点をもつ、プラーナ栄養者（固形食を摂取しない）、不食者（ブレサリアン、Inedia）。1990年代、世界的にプラーナ、太陽光栄養の実践者として活動。著作、講演録等をウェブサイトで販売している。

## 経歴
- 1957年、オーストラリアニューサウスウェールズ州でノルウェー移民の家族のもと誕生。結婚後、2人の子どもを授かる。財務、経営分野で就業経験を積み、1992年瞑想的生活に関するワークショップ、セミナーを開始。
- 1998年、ドキュメンタリー映画『"The Legend of Atlantis" 』（ Elia The Prophet 制作）出演
- 1999年、オーストラリアTV番組『60 Minutes 』出演
- 2000年、イグ・ノーベル賞文学賞受賞
- 2010年、『3 Magic Words』（Michael Perlin 制作）出演、『"In the Beginning There Was Light"』出演

## 著作
- 『リヴィング・オン・ライト―あなたもプラーナで生きられる』ナチュラルスピリット、2004年
- 『神々の食べ物―聖なる栄養とは何か』ナチュラルスピリット、2007年
- 『マトリックスの女王―フィールドをあやつる宇宙の騎士たち― (魔法の王国シリーズI)』ナチュラルスピリット、2011年
- 『ハートの王―愛のフィールド― (魔法の王国シリーズII)』ナチュラルスピリット、2012年

- The Prana Program — Eliminating Global Health & Hunger Challenges
- Harmonious Healing and the Immortal's Way
- The Law of Love & Its Fabulous Frequency Of Freedom
- The Food of Gods
- In Resonance
- Pranic Nourishment — Living on Light
- Ambassadors of Light — World Health & World Hunger Project
- Divine Radiance: On the Road With the Masters Of Magic
- Four Body Fitness: Biofields & Bliss
- Co-creating Paradise
- The Madonna Frequency Planetary Peace Program